# Four Nations Chess League 2012/13
Die Saison 2012/13 war die 20. Spielzeit der Four Nations Chess League (4NCL).
Meister wurde Guildford A&DC vor dem Titelverteidiger Wood Green Hilsmark Kingfisher, absteigen mussten die im Vorjahr aus der Division 2 aufgestiegenen Mannschaften Sambuca Sharks, Warwickshire Selects, South Wales Dragons und BCM Dragons. Da Jutes of Kent seine Mannschaft zurückzog, erreichten die Sambuca Sharks noch den Klassenerhalt.
Zu den gemeldeten Mannschaftskadern siehe Mannschaftskader der Four Nations Chess League 2012/13.

## Spieltermine
Die Wettkämpfe wurden angesetzt für den 3. und 4. November 2012, den 12. und 13. Januar 2013, den 23. und 24. Februar 2013, den 23. und 24. März 2013 sowie vom 4. bis 6. Mai 2013. Alle Runden wurden zentral ausgerichtet, und zwar die beiden ersten in Ascot, die dritte bis sechste in Daventry und die fünf letzten in Hinckley.

## Vorrunde

### Gruppeneinteilung
Die 16 Mannschaften wurden wie folgt in die zwei Vorrunden eingeteilt:
| Pool A                               | Pool B                                 |
| ------------------------------------ | -------------------------------------- |
| Wood Green Hilsmark Kingfisher I (1) | Guildford A&DC I (2)                   |
| Cheddleton (4)                       | White Rose Chess (3)                   |
| Barbican Chess Club I (5)            | Jutes of Kent (6)                      |
| e2e4.org.uk (8)                      | Barbican Chess Club II (7)             |
| Cambridge University (9)             | Wood Green Hilsmark Kingfisher II (10) |
| Guildford A&DC II (11)               | Blackthorne Russia (12)                |
| BCM Dragons (A1)                     | Warwickshire Selects (A2)              |
| Sambuca Sharks (A4)                  | South Wales Dragons (A3)               |

Anmerkung: In Klammern ist die Vorjahresplatzierung angegeben, ist dieser ein "A" vorangestellt, so handelt es sich um die Vorjahresplatzierung eines Aufsteigers in der Division 2.

### Pool A
Drei Qualifikationsplätze für den Championship Pool waren vor der letzten Runde an die ersten Mannschaften der Wood Green Hilsmark Kingfisher und des Barbican Chess Club sowie an den Cheddleton and Leek Chess Club vergeben, den letzten Startplatz im Championship Pool sicherte sich der Cambridge University Chess Club durch einen Schlussrundensieg gegen den direkten Konkurrenten e2e4.org.uk. Im Demotion Pool mussten neben e2e4.org.uk die zweite Mannschaft von Guildford A&DC und die beiden Vorjahresaufsteiger Sambuca Sharks und BCM Dragons spielen. Die besten Ausgangsposition für den Championship Pool erspielte sich Wood Green Hilsmark Kingfisher mit 5:1 Punkten, während Barbican 4:2 Punkte in die Endrunde übernahm, Cheddleton 3:3 Punkte und Cambridge 0:6 Punkte.
In den Demotion Pool übernahmen e2e4.org.uk und die Sambuca Sharks je 4:2 Punkte, Guildfords zweite Mannschaft 3:3 Punkte und die BCM Dragons 1:5 Punkte.

#### Abschlusstabelle
| Pl. | Verein                                           | Sp | G | U | V | MP   | Brett-P.  |
| --- | ------------------------------------------------ | -- | - | - | - | ---- | --------- |
| 01. | Wood Green Hilsmark Kingfisher I. Mannschaft (M) | 7  | 5 | 2 | 0 | 12:2 | 37,5:18,5 |
| 02. | Cheddleton and Leek Chess Club                   | 7  | 5 | 1 | 1 | 11:3 | 38,5:17,5 |
| 03. | Barbican Chess Club I. Mannschaft                | 7  | 5 | 0 | 2 | 10:4 | 34,0:22,0 |
| 04. | Cambridge University Chess Club                  | 7  | 3 | 1 | 3 | 7:7  | 28,5:27,5 |
| 05. | Guildford A&DC II. Mannschaft                    | 7  | 2 | 2 | 3 | 6:8  | 25,0:31,0 |
| 06. | e2e4.org.uk                                      | 7  | 2 | 1 | 4 | 5:9  | 25,0:31,0 |
| 07. | Sambuca Sharks (N)                               | 7  | 2 | 0 | 5 | 4:10 | 21,5:34,5 |
| 08. | BCM Dragons (N)                                  | 7  | 0 | 1 | 6 | 1:13 | 14,0:42,0 |

#### Entscheidungen
|     | Teilnehmer am Championship Pool: Wood Green Hilsmark Kingfisher I. Mannschaft, Cheddleton and Leek Chess Club, Barbican Chess Club I. Mannschaft, Cambridge University Chess Club |
|     | Teilnehmer am Demotion Pool: Guildford A&DC II. Mannschaft, e2e4.org.uk, Sambuca Sharks, BCM Dragons                                                                              |
| (M) | Meister der letzten Saison |
| (N) | Aufsteiger der letzten Saison |

#### Kreuztabelle
| Ergebnisse | Ergebnisse                                   | 01. | 02. | 03. | 04. | 05. | 06. | 07. | 08. |
| ---------- | -------------------------------------------- | --- | --- | --- | --- | --- | --- | --- | --- |
| 01.        | Wood Green Hilsmark Kingfisher I. Mannschaft |     | 4   | 5   | 5   | 5½  | 4   | 7   | 7   |
| 02.        | Cheddleton and Leek Chess Club               | 4   |     | 3   | 5½  | 7   | 6½  | 5   | 7½  |
| 03.        | Barbican Chess Club I. Mannschaft            | 3   | 5   |     | 4½  | 3½  | 4½  | 6   | 7½  |
| 04.        | Cambridge University Chess Club              | 3   | 2½  | 3½  |     | 4   | 5½  | 5   | 5   |
| 05.        | Guildford A&DC II. Mannschaft                | 2½  | 1   | 4½  | 4   |     | 3   | 6   | 4   |
| 06.        | e2e4.org.uk                                  | 4   | 1½  | 3½  | 2½  | 5   |     | 2½  | 6   |
| 07.        | Sambuca Sharks                               | 1   | 3   | 2   | 3   | 2   | 5½  |     | 5   |
| 08.        | BCM Dragons                                  | 1   | ½   | ½   | 3   | 4   | 2   | 3   |     |

### Pool B
In der zweiten Gruppe waren vor letzten Runde mit der ersten Mannschaft von Guildford A&DC, White Rose Chess und Jutes of Kent drei Mannschaften bereits für den Championship Pool qualifiziert, den letzten Startplatz sicherte die zweite Mannschaft des Barbican Chess Club durch einen Sieg gegen den Verfolger, die zweite Mannschaft der Wood Green Hilsmark Kingfisher. Neben Wood Greens zweiter Mannschaft mussten auch Blackthorne Russia und die aus der Division 2 aufgestiegenen South Wales Dragons und Warwickshire Selects mit der Teilnahme am Demotion Pool vorliebnehmen. Die beste Ausgangsposition für den Championship Pool erspielte sich Guildford, die mit 6:0 Punkten in die Endrunde starteten, während die übrigen Mannschaften je 2:4 Punkte in die Endrunde übernahmen.
In den Demotion Pool übernahmen die South Wales Dragons 5:1 Punkte, Wood Greens zweite Mannschaft 4:2 Punkte, die Warwickshire Selects 3:3 Punkte und Blackthorne Russia 0:6 Punkte.

#### Abschlusstabelle
| Pl. | Verein                                        | Sp | G | U | V | MP   | Brett-P.  |
| --- | --------------------------------------------- | -- | - | - | - | ---- | --------- |
| 01. | Guildford A&DC I. Mannschaft                  | 7  | 6 | 1 | 0 | 13:1 | 45,0:11,0 |
| 02. | White Rose Chess                              | 7  | 5 | 0 | 2 | 10:4 | 30,5:25,5 |
| 03. | Barbican Chess Club II. Mannschaft            | 7  | 4 | 1 | 2 | 9:5  | 29,5:26,5 |
| 04. | Jutes of Kent                                 | 7  | 4 | 0 | 3 | 8:6  | 27,5:28,5 |
| 05. | Wood Green Hilsmark Kingfisher II. Mannschaft | 7  | 2 | 1 | 4 | 5:9  | 28,0:28,0 |
| 06. | South Wales Dragons (N)                       | 7  | 2 | 1 | 4 | 5:9  | 21,0:35,0 |
| 07. | Blackthorne Russia                            | 7  | 1 | 1 | 5 | 3:11 | 22,5:33,5 |
| 08. | Warwickshire Selects (N)                      | 7  | 1 | 1 | 5 | 3:11 | 20,0:36,0 |

#### Entscheidungen
|     | Teilnehmer am Championship Pool: Guildford A&DC I. Mannschaft, White Rose Chess, Barbican Chess Club II. Mannschaft, Jutes of Kent        |
|     | Teilnehmer am Demotion Pool: Wood Green Hilsmark Kingfisher II. Mannschaft, South Wales Dragons, Blackthorne Russia, Warwickshire Selects |
| (N) | Aufsteiger der letzten Saison |

#### Kreuztabelle
| Ergebnisse | Ergebnisse                                    | 01. | 02. | 03. | 04. | 05. | 06. | 07. | 08. |
| ---------- | --------------------------------------------- | --- | --- | --- | --- | --- | --- | --- | --- |
| 01.        | Guildford A&DC I. Mannschaft                  |     | 7   | 6½  | 6   | 4   | 8   | 6½  | 7   |
| 02.        | White Rose Chess                              | 1   |     | 2½  | 7   | 4½  | 5½  | 5   | 5   |
| 03.        | Barbican Chess Club II. Mannschaft            | 1½  | 5½  |     | 3   | 5½  | 5½  | 4   | 4½  |
| 04.        | Jutes of Kent                                 | 2   | 1   | 5   |     | 5½  | 5½  | 3½  | 5   |
| 05.        | Wood Green Hilsmark Kingfisher II. Mannschaft | 4   | 3½  | 2½  | 2½  |     | 3½  | 5   | 7   |
| 06.        | South Wales Dragons                           | 0   | 2½  | 2½  | 2½  | 4½  |     | 5   | 4   |
| 07.        | Blackthorne Russia                            | 1½  | 3   | 4   | 4½  | 3   | 3   |     | 3½  |
| 08.        | Warwickshire Selects                          | 1   | 3   | 3½  | 3   | 1   | 4   | 4½  |     |

## Endrunde
Aus der Vorrunde hatten Guildford A&DC (6:0 Punkte) und der Titelverteidiger Wood Green Hilsmark Kingfisher (5:1 Punkte) die besten Ausgangspositionen. Beide gewannen die ersten drei Runden, so dass der direkte Vergleich in der Schlussrunde über die Titelvergabe entscheiden musste. Mit einem 4:4 behauptete Guildford die Tabellenspitze.

### Championship Pool

#### Abschlusstabelle
| Pl. | Verein                                           | Sp | G | U | V | MP   | Brett-P.  |
| --- | ------------------------------------------------ | -- | - | - | - | ---- | --------- |
| 01. | Guildford A&DC I. Mannschaft                     | 7  | 6 | 1 | 0 | 13:1 | 42,0:14,0 |
| 02. | Wood Green Hilsmark Kingfisher I. Mannschaft (M) | 7  | 5 | 2 | 0 | 12:2 | 37,5:18,5 |
| 03. | Barbican Chess Club I. Mannschaft                | 7  | 4 | 0 | 3 | 8:6  | 29,5:26,5 |
| 04. | Cheddleton and Leek Chess Club                   | 7  | 2 | 3 | 2 | 7:7  | 25,5:30,5 |
| 05. | Jutes of Kent                                    | 7  | 3 | 1 | 3 | 7:7  | 24,5:31,5 |
| 06. | White Rose Chess                                 | 7  | 2 | 1 | 4 | 5:9  | 24,5:31,5 |
| 07. | Barbican Chess Club II. Mannschaft               | 7  | 2 | 0 | 5 | 4:10 | 21,0:35,0 |
| 08. | Cambridge University Chess Club                  | 7  | 0 | 0 | 7 | 0:14 | 19,5:36,5 |

#### Entscheidungen
|     | Britischer Meister: Guildford A&DC I. Mannschaft                  |
|     | Absteiger in die Division 2: Jutes of Kent (freiwilliger Rückzug) |
| (M) | Meister der letzten Saison                                        |

#### Kreuztabelle
| Ergebnisse | Ergebnisse                                   | 01.  | 02. | 03.  | 04.  | 05. | 06.  | 07.  | 08.  |
| ---------- | -------------------------------------------- | ---- | --- | ---- | ---- | --- | ---- | ---- | ---- |
| 01.        | Guildford A&DC I. Mannschaft                 |      | 4   | 5    | 8    | (6) | (7)  | (6½) | 5½   |
| 02.        | Wood Green Hilsmark Kingfisher I. Mannschaft | 4    |     | (5)  | (4)  | 5½  | 6½   | 7½   | (5)  |
| 03.        | Barbican Chess Club I. Mannschaft            | 3    | (3) |      | (5)  | 3   | 5    | 6    | (4½) |
| 04.        | Cheddleton and Leek Chess Club               | 0    | (4) | (3)  |      | 4   | 4    | 5    | (5½) |
| 05.        | Jutes of Kent                                | (2)  | 2½  | 5    | 4    |     | (1)  | (5)  | 5    |
| 06.        | White Rose Chess                             | (1)  | 1½  | 3    | 4    | (7) |      | (2½) | 5½   |
| 07.        | Barbican Chess Club II. Mannschaft           | (1½) | ½   | 2    | 3    | (3) | (5½) |      | 5½   |
| 08.        | Cambridge University Chess Club              | 2½   | (3) | (3½) | (2½) | 3   | 2½   | 2½   |      |

Anmerkung: Eingeklammerte Ergebnisse sind aus der Vorrunde übernommen.

### Demotion Pool
Im Demotion Pool waren vor der letzten Runde erst zwei Entscheidungen gefallen; die zweite Mannschaft der Wood Green Hilsmark Kingfisher hatte den Klassenerhalt gesichert, während der Vorjahresaufsteiger BCM Dragons als Absteiger feststand. Am Ende mussten die Mitaufsteiger Sambuca Sharks, Warwickshire Selects und South Wales Dragons die BCM Dragons in die Division 2 begleiten. Eine Premiere gelang Blackthorne Russia; erstmals in der Geschichte der 4NCL erreichte eine Mannschaft, die mit 0:6 Punkten in den Demotion Pool gestartet war, noch den Klassenerhalt.

#### Abschlusstabelle
| Pl. | Verein                                        | Sp | G | U | V | MP   | Brett-P.  |
| --- | --------------------------------------------- | -- | - | - | - | ---- | --------- |
| 09. | Wood Green Hilsmark Kingfisher II. Mannschaft | 7  | 5 | 0 | 2 | 10:4 | 32,5:23,5 |
| 10. | Blackthorne Russia                            | 7  | 4 | 0 | 3 | 8:6  | 32,5:23,5 |
| 11. | e2e4.org.uk                                   | 7  | 4 | 0 | 3 | 8:6  | 28,0:28,0 |
| 12. | Guildford A&DC II. Mannschaft                 | 7  | 3 | 1 | 3 | 7:7  | 33,0:23,0 |
| 13. | Sambuca Sharks (N)                            | 7  | 3 | 1 | 3 | 7:7  | 26,5:29,5 |
| 14. | Warwickshire Selects (N)                      | 7  | 2 | 3 | 2 | 7:7  | 25,5:30,5 |
| 15. | South Wales Dragons (N)                       | 7  | 2 | 1 | 4 | 5:9  | 24,5:31,5 |
| 16. | BCM Dragons (N)                               | 7  | 1 | 2 | 4 | 4:10 | 21,5:34,5 |

#### Entscheidungen
|     | Absteiger in die Division 2: Warwickshire Selects, South Wales Dragons, BCM Dragons |
| (N) | Aufsteiger der letzten Saison                                                       |

#### Kreuztabelle
| Ergebnisse | Ergebnisse                                    | 09.  | 10.  | 11.  | 12. | 13.  | 14.  | 15.  | 16. |
| ---------- | --------------------------------------------- | ---- | ---- | ---- | --- | ---- | ---- | ---- | --- |
| 09.        | Wood Green Hilsmark Kingfisher II. Mannschaft |      | (5)  | 4½   | 2   | 4½   | (7)  | (3½) | 6   |
| 10.        | Blackthorne Russia                            | (3)  |      | 6    | 4½  | 6    | (3½) | (3)  | 6½  |
| 11.        | e2e4.org.uk                                   | 3½   | 2    |      | (5) | (2½) | 4½   | 4½   | (6) |
| 12.        | Guildford A&DC II. Mannschaft                 | 6    | 3½   | (3)  |     | (6)  | 3½   | 7    | (4) |
| 13.        | Sambuca Sharks                                | 3½   | 2    | (5½) | (2) |      | 4    | 4½   | (5) |
| 14.        | Warwickshire Selects                          | (1)  | (4½) | 3½   | 4½  | 4    |      | (4)  | 4   |
| 15.        | South Wales Dragons                           | (4½) | (5)  | 3½   | 1   | 3½   | (4)  |      | 3   |
| 16.        | BCM Dragons                                   | 2    | 1½   | (2)  | (4) | (3)  | 4    | 5    |     |

Anmerkung: Eingeklammerte Ergebnisse sind aus der Vorrunde übernommen.

## Die Meistermannschaft
| 1.            | Guildford A&DC |
| Schachfiguren | Nigel Short, Romain Édouard, Gawain Jones, Matthew Sadler, Robin van Kampen, Mark Hebden, Antoaneta Stefanowa, David Smerdon, James Plaskett, Stuart Conquest, José Fernando Cuenca Jiménez, Anthony Kosten, Gao Rui, Glenn Flear, Alexander Tschernjajew, Marcos Camacho Collados, Gediminas Šarakauskas, Alberto Suárez Real, Dagnė Čiukšytė, Susan Lalić, Laurent Fressinet. |